# Pekka Rinne
Pekka Päiviö Rinne (* 3. November 1982 in Kempele) ist ein ehemaliger finnischer Eishockeytorwart. Von 2005 bis 2021 war er in der National Hockey League (NHL) für die Nashville Predators aktiv, für die er insgesamt 683 Partien absolvierte. Bei den Predators, mit denen er in den Playoffs 2017 das Endspiel um den Stanley Cup erreichte, hält er alle wesentlichen Franchise-Rekorde auf seiner Position, darunter für die meisten Spiele, Siege und Shutouts. Seine Trikotnummer 35 wird in Nashville nicht mehr vergeben. Zugleich galt er als einer der besten Torhüter seiner Generation, so wurde er im Jahre 2018 mit der Vezina Trophy ausgezeichnet. Mit der finnischen Nationalmannschaft gewann er eine Silbermedaille bei der Weltmeisterschaft 2014.

## Karriere

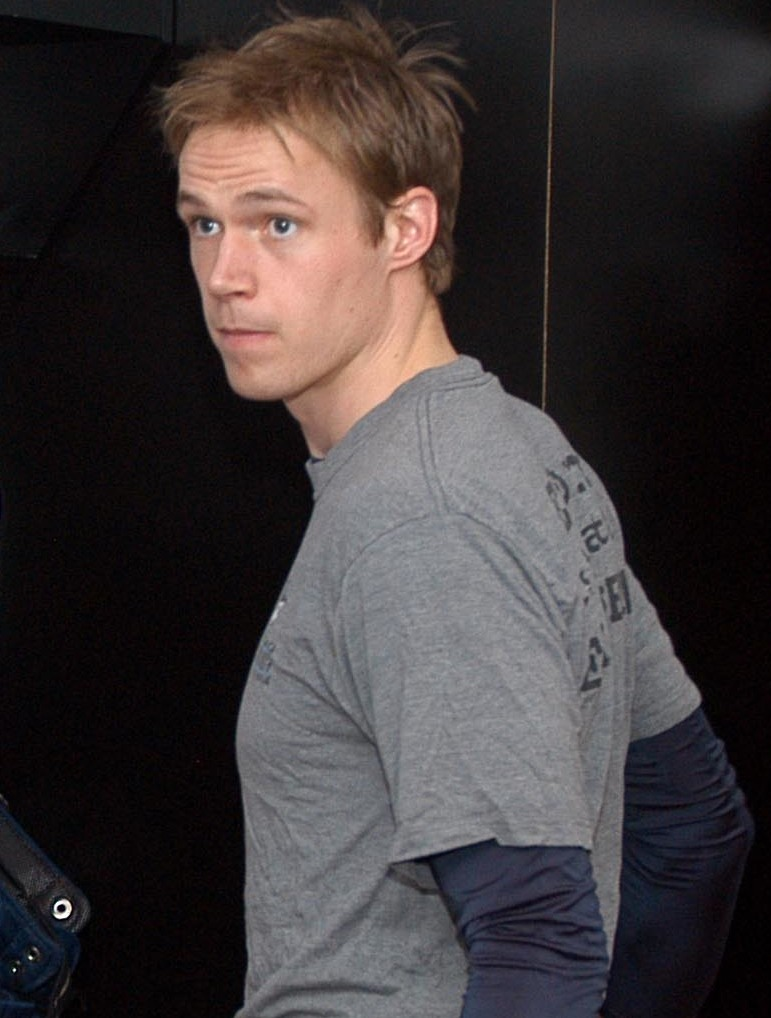
Rinne beim AHL All-Star Classic 2008

Schon als er 2000/01 mit dem Junioren-Team der Oulun Kärpät in der finnischen A-Junioren Liga spielte, bekam Rinne erste Einblicke in die SM-liiga mit der A-Mannschaft der Kärpät. Von 2001 bis 2005 spielte er als Backup in der A-Mannschaft für den Kärpät-Stammtorwart Niklas Bäckström und kam auf einige Einsätze als Starter. Er wurde in der achten Runde an insgesamt 258. Position beim NHL Entry Draft 2004 von den Nashville Predators ausgewählt.
Für die Saison 2005/06 wechselte er zu den Milwaukee Admirals, dem Farmteam der Nashville Predators in der American Hockey League. Er kam auch auf einige Einsätze bei den Predators in der NHL. Nachdem der Nummer-Eins-Keeper der Predators Tomáš Vokoun ausfiel und für ihn Chris Mason einsprang, wurde Rinne zum Backup der Predators, nicht nur in den letzten vier Spielen der regulären Saison, sondern auch in der ersten Runde der Play-offs, über die die Mannschaft aber nicht hinauskam. In der Saison 2006/07 wurde Rinne weiter in der Predators-Organisation geführt. Nachdem die Predators Vokoun zu den Florida Panthers transferiert hatten, sollte Rinne in der Saison 2007/08 der Backup-Goalie von Chris Mason sein. Durch die wankenden Leistungen von Mason kam auch Dan Ellis, den die Predators im Juli aus Dallas geholt hatten, zu immer mehr Einsätzen. Ellis wurde durch seine starken Leistungen bereits nach kurzer Zeit der neue Stammtorhüter der Predators, dadurch wurde Mason wieder zum Backup-Goalie und Rinne musste wieder zurück zum Farmteam der Predators. Nachdem das Management der Predators sich mit Ellis auf einen neuen Vertrag einigen konnte, transferierten sie Mason am Tag des NHL Entry Draft 2008 für ein Viertrunden-Wahlrecht zu den St. Louis Blues. Somit wurde Pekka Rinne wieder zum Back-Up-Goalie von Dan Ellis.
Pekka Rinne etablierte sich im Laufe der Saison 2008/09 als Stammtorhüter der Predators. Zu einem echten Toptorhüter der NHL entwickelte sich Rinne in der Saison 2010/11, als er 64 Partien während der regulären Saison absolvierte und in diesen 93 % der Schüsse abwehrte. In der folgenden Spielzeit brach der Finne den Franchiserekord für die meisten Saisonsiege eines Torwarts, den zuvor Tomáš Vokoun mit 36 gewonnenen Partien in der Saison 2005/06 innehatte, mit 43 Siegen. Ebenfalls in der Saison 2011/12 überbot er mit 25 Karriere-Shutouts im Trikot der Predators Vokouns Rekord für die meisten Spiele ohne Gegentor, der vorher bei 21 Shutouts lag.
Aufgrund des NHL-Lockouts spielte Rinne ab September 2012 für den HK Dinamo Minsk in der Kontinentalen Hockey-Liga.
In der Saison 2016/17 erreichte der Finne mit den Predators das Stanley-Cup-Finale, unterlag dort jedoch den Pittsburgh Penguins. Im Jahr darauf führte er die Torhüter der Liga mit acht Shutouts (neben Andrei Wassilewski) an und wurde mit Wassilewski und Connor Hellebuyck für die Vezina Trophy als bester Torwart der NHL nominiert, die er in der Folge bei seiner insgesamt vierten Nominierung nach 2011, 2012 und 2015 auch zum ersten Mal gewann. Ferner wurde er ins NHL First All-Star Team gewählt.
Am 9. Januar 2020 erzielte er mit einem Empty Net Goal gegen die Chicago Blackhawks seinen ersten Treffer in der NHL. Er wurde damit zum zwölften Torhüter, dem dies in der NHL gelang, und zugleich zum ersten seit Mike Smith im Oktober 2013. Gegen Ende der Spielzeit 2019/20 bestritt Rinne sein 650. NHL-Spiel, womit er Kari Lehtonen (649) überholte und somit zum finnischen Torhüter mit den meisten Einsätzen in der Ligahistorie wurde. In puncto erreichte Siege führt er die Statistik seiner Landsmänner bereits seit der Saison 2018/19 an, wobei er Miikka Kiprusoff (319) übertraf. Am Ende der Spielzeit 2020/21 wurde er mit der King Clancy Memorial Trophy ausgezeichnet, die Spieler ehrt, die durch besonderes soziales Engagement aufgefallen sind. Wenig später gab Rinne das Ende seiner aktiven Karriere bekannt. Insgesamt hatte er 683 NHL-Partien bestritten und hielt zum Zeitpunkt seines Karriereendes alle wesentlichen Franchise-Rekorde bei den Predators auf seiner Position, unter anderem für die meisten Spiele, Siege und Shutouts. Mit seinen 369 verzeichneten Siegen platzierte er sich zudem unter den 20 siegreichsten Torhütern in der NHL-Historie. Am 24. Februar 2022 wurde seine Trikotnummer 35 bei den Predators gesperrt.

## Erfolge und Auszeichnungen
| - 2004 Finnischer Meister mit Kärpät Oulu - 2005 Finnischer Meister mit Kärpät Oulu - 2006 Teilnahme am AHL All-Star Classic - 2008 Teilnahme am AHL All-Star Classic - 2009 Teilnahme am NHL YoungStars Game - 2009 NHL-Rookie des Monats Februar - 2011 NHL Second All-Star-Team - 2015 Teilnahme am NHL All-Star Game (verletzungsbedingte Absage) | - 2016 Teilnahme am NHL All-Star Game - 2016 NHL-Spieler des Monats November - 2018 Teilnahme am NHL All-Star Game - 2018 Vezina Trophy - 2018 NHL First All-Star Team - 2019 Teilnahme am NHL All-Star Game - 2021 King Clancy Memorial Trophy - 2022 Sperrung der Trikotnummer 35 durch die Nashville Predators |

### International
- 2014 Silbermedaille bei der Weltmeisterschaft
- 2014 Wertvollster Spieler der Weltmeisterschaft
- 2014 All-Star-Team der Weltmeisterschaft
- 2015 Bester Torhüter der Weltmeisterschaft

## Karrierestatistik

### International
Vertrat Finnland bei:
| - Weltmeisterschaft 2009 - Weltmeisterschaft 2010 - Weltmeisterschaft 2014 | - Weltmeisterschaft 2015 - World Cup of Hockey 2016 |

(Legende zur Torhüterstatistik: GP oder Sp = Spiele insgesamt; W oder S = Siege; L oder N = Niederlagen; T oder U oder OT = Unentschieden oder Overtime- bzw. Shootout-Niederlage; Min. = Minuten; SOG oder SaT = Schüsse aufs Tor; GA oder GT = Gegentore; SO = Shutouts; GAA oder GTS = Gegentorschnitt; Sv% oder SVS% = Fangquote; EN = Empty Net Goal; 1 Play-downs/Relegation; Kursiv: Statistik nicht vollständig)